# Porcellio kuhnelti
Porcellio kuhnelti är en kräftdjursart som beskrevs av Hans Strouhal 1937. Porcellio kuhnelti ingår i släktet Porcellio och familjen Porcellionidae. Inga underarter finns listade i Catalogue of Life.